# Девід Вест (баскетболіст)
Девід Вест (англ. David West; 29 серпня 1980, Тінек, штат Нью-Джерсі) — американський професійний баскетболіст. Виступає за клуб НБА «Індіана Пейсерз» під 21 номером. Позиція — важкий форвард.

## Кар'єра в НБА
Вест був обраний на драфті 2003 під 18 номером клубом «Нью-Орлінс Горнетс». Протягом перших двох сезонів у НБА Вест не був гравцем основного складу, переломним став сезон 2005-06 (74 виходи у стартовій п'ятірці проти 8 у попередньому сезоні). На той час Вест інколи виступав на позиції центрового, оскільки у команді були проблеми з гравцями, для яких ця позиція є основною.
У сезонах 2007-08 та 2008-09 Вест був обраний учасником матчу всіх зірок НБА. У сезоні 2008-09 Вест демонстрував поки що найвищу результативність у кар'єрі — у середньому 21 очко за гру.
У сезоні 2009-10 Девід пропустив лише одну гру регулярної першості.
11 грудня 2011 Вест підписав контракт із «Пейсерз».

### Статистика кар'єри в НБА

#### Регулярний сезон
| Сезон            | Команда            | GP  | GS  | MPG  | FG%  | 3P%  | FT%  | RPG | APG | SPG | BPG | PPG  |
| ---------------- | ------------------ | --- | --- | ---- | ---- | ---- | ---- | --- | --- | --- | --- | ---- |
| 2003–04          | Нью-Орлінс Горнетс | 71  | 1   | 13.1 | .474 | .000 | .713 | 4.2 | .8  | .4  | .4  | 3.8  |
| 2004–05          | Нью-Орлінс Горнетс | 30  | 8   | 18.4 | .436 | .400 | .680 | 4.3 | .8  | .4  | .5  | 6.2  |
| 2005–06          | Нью-Орлінс Горнетс | 74  | 74  | 34.1 | .512 | .273 | .843 | 7.4 | 1.2 | .8  | .9  | 17.1 |
| 2006–07          | Нью-Орлінс Горнетс | 52  | 52  | 36.5 | .476 | .320 | .824 | 8.2 | 2.2 | .8  | .7  | 18.3 |
| 2007–08          | Нью-Орлінс Горнетс | 76  | 76  | 37.8 | .482 | .240 | .850 | 8.9 | 2.3 | .8  | 1.3 | 20.6 |
| 2008–09          | Нью-Орлінс Горнетс | 76  | 76  | 39.2 | .472 | .240 | .884 | 8.5 | 2.3 | .6  | .9  | 21.0 |
| 2009–10          | Нью-Орлінс Горнетс | 81  | 81  | 36.4 | .505 | .259 | .865 | 7.5 | 3.0 | .9  | .7  | 19.0 |
| 2010–11          | Нью-Орлінс Горнетс | 70  | 70  | 35.0 | .508 | .222 | .807 | 7.6 | 2.3 | 1.0 | .9  | 18.9 |
| 2011–12          | Індіана Пейсерз    | 66  | 66  | 29.2 | .487 | .222 | .807 | 6.6 | 2.1 | .8  | .7  | 12.8 |
| 2012–13          | Індіана Пейсерз    | 73  | 73  | 33.4 | .498 | .211 | .768 | 7.7 | 2.9 | 1.0 | .9  | 17.1 |
| 2013–14          | Індіана Пейсерз    | 80  | 80  | 30.9 | .488 | .267 | .789 | 6.8 | 2.8 | .8  | .9  | 14.0 |
| 2014–15          | Індіана Пейсерз    | 66  | 66  | 28.7 | .471 | .200 | .739 | 6.8 | 3.4 | .7  | .7  | 11.7 |
| 2015–16          | Сан-Антоніо Сперс  | 78  | 19  | 18.0 | .545 | .429 | .788 | 4.0 | 1.8 | .6  | .7  | 7.1  |
| Кар'єра          | Кар'єра            | 893 | 742 | 30.6 | .492 | .256 | .819 | 6.9 | 2.2 | .8  | .8  | 14.8 |
| Матчі всіх зірок | Матчі всіх зірок   | 2   | 0   | 15.0 | .545 | .000 | .000 | 3.5 | .5  | .5  | .0  | 6.0  |

#### Плей-оф
| Сезон   | Команда            | GP | GS | MPG  | FG%  | 3P%  | FT%  | RPG | APG | SPG | BPG | PPG  |
| ------- | ------------------ | -- | -- | ---- | ---- | ---- | ---- | --- | --- | --- | --- | ---- |
| 2004    | Нью-Орлінс Горнетс | 7  | 0  | 15.9 | .536 | .000 | .846 | 4.3 | 1.1 | .3  | .6  | 5.9  |
| 2008    | Нью-Орлінс Горнетс | 12 | 12 | 40.4 | .466 | .500 | .891 | 8.5 | 2.8 | 1.1 | 1.9 | 21.2 |
| 2009    | Нью-Орлінс Горнетс | 5  | 5  | 35.6 | .400 | .000 | .897 | 7.4 | 1.2 | 1.0 | .4  | 18.0 |
| 2012    | Індіана Пейсерз    | 11 | 11 | 37.8 | .446 | .000 | .818 | 8.5 | 2.0 | .7  | .5  | 15.3 |
| 2013    | Індіана Пейсерз    | 19 | 19 | 36.3 | .462 | .000 | .766 | 7.6 | 2.1 | .7  | .8  | 15.9 |
| 2014    | Індіана Пейсерз    | 18 | 18 | 36.3 | .483 | .222 | .705 | 6.9 | 4.1 | .8  | .8  | 15.1 |
| 2016    | Сан-Антоніо Сперс  | 10 | 0  | 17.6 | .455 | .500 | .556 | 3.7 | 1.3 | .6  | .7  | 5.8  |
| Кар'єра | Кар'єра            | 83 | 66 | 33.0 | .465 | .286 | .793 | 6.9 | 2.4 | .7  | .9  | 14.5 |